# Auric Air
Auric Air ist eine tansanische Fluggesellschaft mit Sitz in Mwanza und drei Basen in Mwanza, Daressalam und Arusha.
Mit 16 Cessna 208B (4× 208B, 12× 208B EX) Grand Caravan, 2 De Havilland DHC-8-103 und 1 Pilatus PC-12 fliegt die Gesellschaft Ziele innerhalb Tansanias an.